# Peter Apathy
Peter Apathy (* 25. September 1948 in Wels) ist ein österreichischer Jurist und ehemaliger Professor für Privatrechtsgeschichte und Österreichisches Bürgerliches Recht an der Johannes Kepler Universität (JKU) Linz. Er war Institutsvorstand für Römisches Recht und Abteilungsleiter für Dogmengeschichte am Institut für Zivilrecht der JKU.

## Leben
Nachdem er 1966 seine Matura am Theresianum abgelegt hatte, studierte Peter Apathy von 1967 bis 1971 Rechtswissenschaften an der Hochschule für Sozial- und Wirtschaftswissenschaften in Linz. 1972 promovierte er „sub auspiciis“, drei Jahre später folgte seine Habilitation für das Fach Römisches Recht. Bevor er 1977 zum ordentlichen Universitätsprofessor für Privatrechtsgeschichte und Österreichisches Bürgerliches Recht an der JKU ernannt wurde, war er mehrere Jahre als Vertrags- und Universitätsassistent am Institut für Römisches Recht tätig.
Apathy war vier Jahre Dekan der Rechtswissenschaftlichen Fakultät (1982 bis 1986). Ab 1987 war er Leiter der Abteilung für Dogmengeschichte am Institut für Zivilrecht und ab 2007 Vorstand des Instituts für Römisches Recht. Darüber hinaus war er Prodekan der Rechtswissenschaftlichen Fakultät, stellvertretender Vorsitzender des Senats, Vorsitzender des Verbandes der Professoren der JKU, Mitglied der Bundesprofessorenkonferenz sowie Vorsitzender des Fakultätskollegiums der Rechtswissenschaftlichen Fakultät. Ab 2005 war er auch Mitglied des erweiterten Vorstands der Zivilrechtslehrervereinigung. Er ist Professor emeritus seit dem Wintersemester 2016.

## Arbeits- und Forschungsschwerpunkte
- Schadenersatzrecht
- Bereicherungsrecht
- Sachenrecht
- Erbrecht

## Preise
- Landeskulturpreis des Landes Oberösterreich für Wissenschaft (2000)
- Förderungspreis des Landes Oberösterreich für Wissenschaft (1971)